# Febeliec
Febeliec of de Federation of Belgian Industrial Energy Consumers is een Belgische belangenorganisatie die in 1990 werd opgericht. Ze groepeert de industriële en grote afnemers van elektriciteit en aardgas.

## Energiebeleid
Febeliec is een gesprekspartner in de dossiers rond het energie- en klimaatbeleid, zowel in de Belgische als in de Europese context. Op nationaal vlak doet Febeliec dit rechtstreeks, op Europees vlak doet ze dit met de koepelorganisatie IFIEC Europe (International Federation of Industrial Energy Consumers). De opdracht is het steven naar competitieve prijzen en bijdragen tot de bevoorradingszekerheid van energie in België.
Febeliec telt onder zijn leden nationale beroepsfederaties en grote bedrijven. Naar eigen zeggen vertegenwoordigt Febeliec 90% van het industrieel verbruik in België.